# 機能不全家族

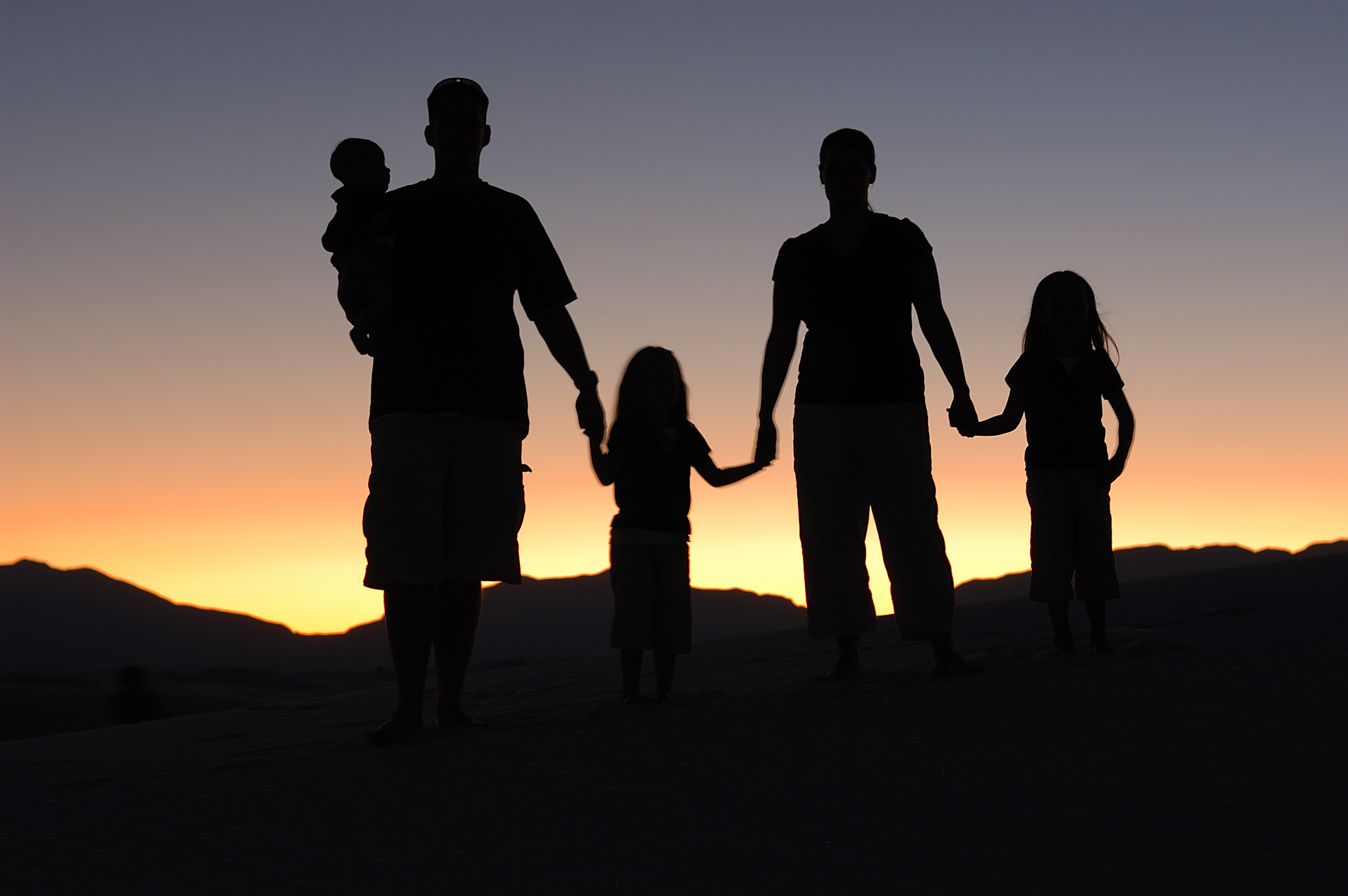
機能不全の家族は家族の絆に影響を与え、同じ家族空間に葛藤を引き起こす。

機能不全家族（きのうふぜんかぞく、英: Dysfunctional family）は、家庭内に対立や不法行為、身体的虐待、性的虐待、心理的虐待、ネグレクト等が恒常的に存在する家族を指す。機能不全家庭（きのうふぜんかてい）とも称され、その状態は家庭崩壊（かていほうかい）、もしくは家族崩壊（かぞくほうかい）といわれている。

## 概要
機能不全家族は「子育て」「団欒」「地域との関わり」といった、一般的に家庭に存在すべきとされる機能が、健全に機能していない家庭の問題を指す。
この機能不全家族において最も被害者となるのは、自らに生活力が無いため、その家庭から脱出することができない子供である。子供は、周囲に適合しにくかったり、様々な問題を引き起こす場合がある。

## 主要原因
機能不全家族となる要因としては、家族構成員のアルコール依存、虐待（子供への暴言や威圧的態度も含まれる）、共依存などが挙げられる。更に、このような機能不全的な家庭となっている場合は、その家庭を構成する親、または祖父母などが、機能不全家族で育った可能性もある。
アルコール依存症、ギャンブル依存症、薬物依存症、親の自殺、親の死亡、親の不倫、両親の離婚、親の再婚、親から見捨てられる行為（ネグレクト）、精神的な児童虐待、肉体的な児童虐待、性的な児童虐待（児童性的虐待）、兄弟姉妹間での処遇格差、家庭不和、家庭内の暴力、多重債務などがある。

## 家庭内の特徴
機能不全家族で育った者は、その家庭内での経験のため、一定の傾向、行動パターンが見受けられる。
スティーブン・ファーマーによると、機能不全家庭は家庭内にいくつかの兆候が見られる 。
- 拒絶
- 矛盾
- 家族への無共感
- 家族間の境界線の欠如
- 親子逆転
- 社会からの孤立
- 曖昧なメッセージ
- 極端な論争・対立

またDan Neuharthは、機能不全の要因として、健全でない親の8つの兆候を示している。
- 条件付きの愛情
- 非尊重
- 発言の抑圧
- 感情の強制
- 嘲笑
- 過大なしつけ
- 内面の否定
- 社会に対する機能不全、または社会からの孤立

彼はさらに、機能不全家庭を引き起こす8つの親のパターンについても説明している。
- 窒息（子のアイデンティティーの侵害）
- 利用
- 虐待
- 混乱
- 完全主義
- カルト信仰
- 剥奪（子の欲するものを奪う）
- 精神的な幼稚（虐待を排除しない）

昨今では、「毒になる親」（スーザン・フォワード著）を語源として、こういった親を「毒親」と呼ぶことも多い。